# Bill Beason
William „Bill“ Beason (* 6. März 1908 in Louisville, Kentucky; † 15. August 1988 in New York City) war ein US-amerikanischer Jazz-Schlagzeuger des Swing. 

## Biographie
Bill Beason begann seine Karriere in der Booker T. Washington Centre Band seiner Heimatstadt, 1924 wurde er Mitglied der Collegians von Horace Henderson, als der Bandleader ihn an Wilberforce University in Ohio entdeckte. Beason spielte bis zum Ende der Dekade bei Henderson, dann zog er zu Beginn der 1930er Jahre nach New York City, wo er in der Band von Bingie Madison spielte. Außerdem wirkte er an Plattenaufnahmen von Jelly Roll Morton (1930) und King Oliver (1931) mit. Mitte der 1930er Jahre arbeitete er in der Band von Teddy Hill, mit dem er auf Europatournee ging und bis 1938 blieb. In Europa wirkte er 1937 an Plattensessions mit Bill Coleman, Dicky Wells und Django Reinhardt mit („Hangin’ Around Boudon“).
1938/39 spielte er mit Don Redman, kurz mit Roy Eldridge, bevor er nach dem Tode von Chick Webb Schlagzeuger in der Begleitband von Ella Fitzgerald wurde. Ende 1941 verließ er die Band wieder und wurde Mitglied von Horace Hendersons wiedergegründeten Formation. Während der 1940er Jahre war Beason vorwiegend als freischaffender Musiker beschäftigt und arbeitete mit Bandleadern wie John Kirby, Eddie Heywood, Ben Webster, James Moody, Sy Oliver, Earl Bostic sowie mit Mildred Bailey 1940.
Zu Beginn der 1950er Jahre gab Bill Beason seinen Beruf als Schlagzeuger auf, lebte in der Gegend von New York sowie in der Bronx. Er wirkte zwischen 1930 und 1947 an über 60 Plattensessions mit.

## Lexikalischer Eintrag
- John Jörgensen, Erik Wiedemann: Jazzlexikon, München, Mosaik, 1967.